# Valdengo
Valdengo (piemontiul: Valdengh) település Olaszországban, Piemont régióban, Biella megyében. Lakosainak száma 2387 fő (2023. január 1.). Valdengo Piatto, Quaregna Cerreto, Ronco Biellese, Vigliano Biellese, Ternengo, Candelo és Cossato községekkel határos.

## Népesség
A település lakossága az elmúlt években az alábbi módon változott:
| Lakosok száma | 2463 | 2502 | 2387 |
|               | 2017 | 2018 | 2023 |